# Roberto Poppi
Roberto Poppi (San Giovanni in Persiceto, 21 marzo 1947) è un critico cinematografico e storico del cinema italiano.

## Biografia
Nel 1965 ha iniziato a raccogliere titoli di testa e di coda di film.
Insieme a Roberto Chiti, Enrico Lancia, Andrea Orbicciani e Mario Pecorari è ideatore e autore del Dizionario del cinema italiano edito da Gremese, per il quale si è occupato del periodo 1945-1989.
Ha pubblicato inoltre, sempre per Gremese, un libro sulle biografie e filmografie dei registi italiani del periodo sonoro, dal 1930 fino al 2002.

## Opere
- Dizionario del cinema italiano. I film dal 1945 al 1959, con Roberto Chiti, Gremese Editore, Roma (1991, seconda edizione aggiornata 2007 in un tomo)
- Dizionario del cinema italiano. I film dal 1960 al 1969, con Mario Pecorari, Gremese Editore, Roma (1992, seconda edizione aggiornata 2007 in due tomi)
- Dizionario del cinema italiano. I film dal 1970 al 1979, con Mario Pecorari, Gremese Editore, Roma (1996, seconda edizione aggiornata 2009 in due tomi)
- Dizionario del cinema italiano. I film dal 1980 al 1989, Gremese Editore, Roma (2000)
- Dizionario del cinema italiano. I registi dal 1930 ai nostri giorni, Gremese Editore, Roma (1993, seconda edizione aggiornata 2002)
- Dizionario del cinema italiano. Gli attori, con Roberto Chiti, Enrico Lancia e Andrea Orbicciani, Gremese Editore, Roma (2003)
- Dizionario del cinema italiano. Le attrici, con Roberto Chiti, Enrico Lancia e Andrea Orbicciani, Gremese Editore, Roma (2003)